# America's Cup World Series
 (novembre 2014).
Les America's Cup World Series sont une série de régates menant à la Coupe de l'America.
Pour permettre un entraînement constant des équipages, encourager l'intérêt général envers la compétition et amener plus de sponsors pour les équipes, une première série de régates s'est déroulée d'août 2011 à juin 2013. Le vainqueur de chaque série annuelle était déclaré champion des World Series. Chaque régate s'est déroulée au cours de neuf jours de course, combinant match racing et régates en flotte. Si l'état de la mer le permettait, les voiliers devaient courir dans des conditions de vent allant de 3 à 33 nœuds.
En 2020 les World Series se sont déroulés uniquement en Nouvelle-Zélande dans la baie d'Auckland à cause de la Pandémie de Covid-19, du 17 au 19 décembre, et sont suivis de la régate de Noël.

## Bateaux

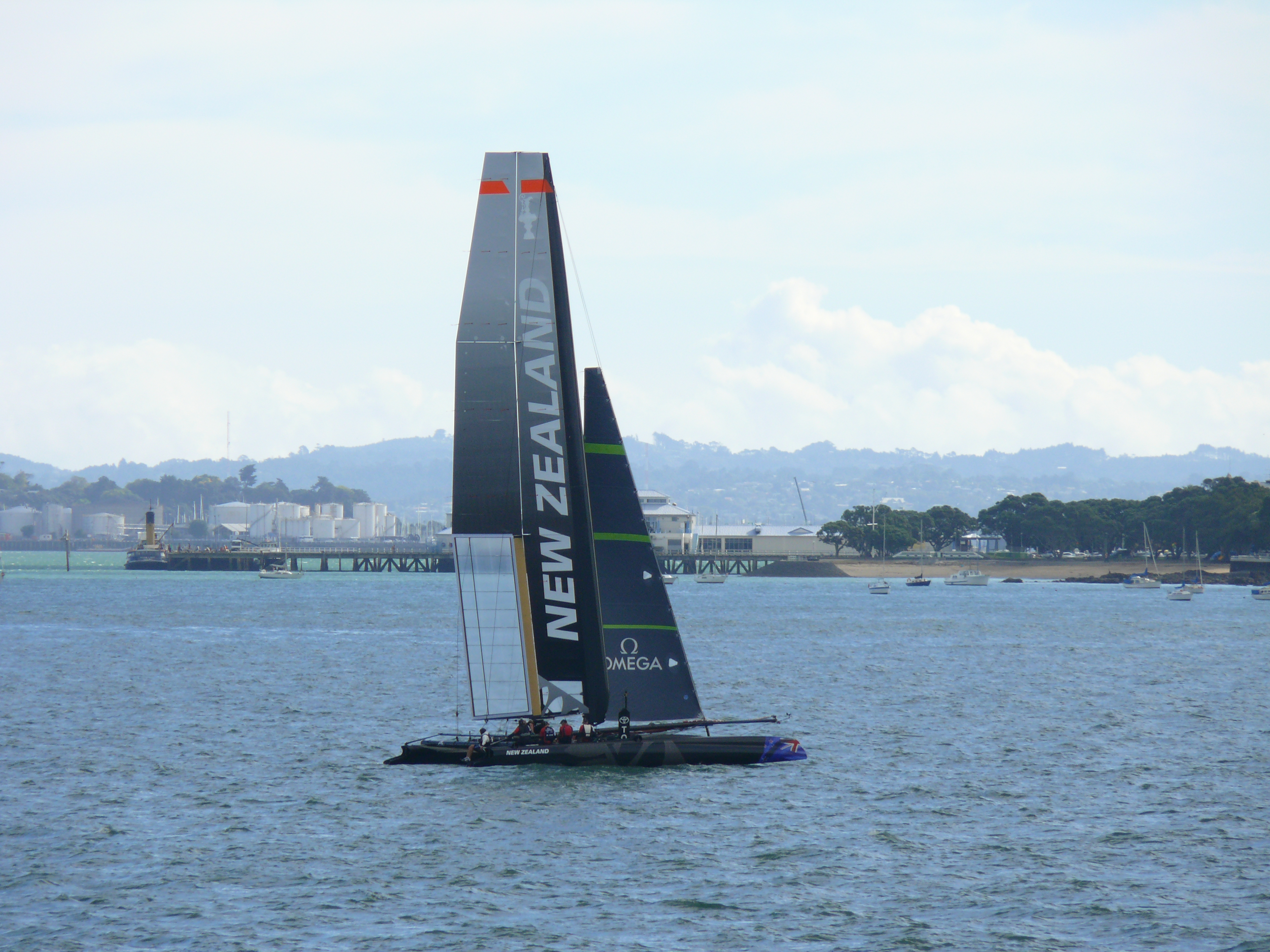
AC45 Team New Zealand en avril 2011.

### Bateaux éditions 2011-2013
Les World series se disputent sur des catamarans AC45, un catamaran monotype wingsail de foils conçu spécifiquement pour l'événement par Mike Drummond et l'équipe d'ingénierie d'Oracle Racing. L'AC45 est conçu comme une version plus petite de celle de la Coupe de l'America l'AC72 et a les spécifications suivantes :
- Longueur : 13,45 m
- Largeur : 6,9 m
- Déplacement : 1 400 kg
- Tirant d'eau : 2,7 m
- Tirant d'air : 21,5 m sans extension
- Mât : 21,3 m
- Voilure au près : 133 m2 (grand-voile et reacher)
- Voilure au portant : 210 m2 (grand-voile et gennaker)
- Gréement : Aile rigide 20 m et extension de 4 m
- Architecte : Bureau d'étude d'Oracle Racing et Mike Drummond
- Constructeurs : Core Builders (NZ), Cookson Boats (NZ)
- Équipage : 5 + 1 invité

### Bateaux éditions 2020
Les World Series se courent sur des Monocoque (voilier) de 75 Pied (unité) de la jauge AC75 qui seront utilisés dans le cadre de la Coupe de l'America 2021. 

## Participants
- Oracle Racing arme deux équipages pour les AC45 World Series.
- Aleph-Équipe de France annonce son retrait de la compétition en avril 2012 pour raisons financières[1].
- Green Comm Racing se retire au même moment sans donner de détails[2].
- Deux équipages de Luna Rossa Challenge joignent les AC World Series en 2012 à partir des régates de Naples.
- Ben Ainslie Racing participera à la compétition à partir des régates de San Francisco en août 2013[3].

| Club                             | Team                            | Skipper                                                           |
| -------------------------------- | ------------------------------- | ----------------------------------------------------------------- |
| Sail Korea Yacht Club            | Team Korea                      | Chris Draper Nathan Outteridge                                    |
| Kungliga Svenska Segelsällskapet | Artemis Racing                  | Terry Hutchinson                                                  |
| Royal New Zealand Yacht Squadron | Emirates Team New Zealand       | Dean Barker                                                       |
| Golden Gate Yacht Club           | Oracle Racing 4                 | James Spithill                                                    |
| Golden Gate Yacht Club           | Oracle Racing 5                 | Russell Coutts Darren Bundock                                     |
| Meĭ Fań Yacht Club               | China Team                      | Mitch Booth Charlie Ogletree Frédéric Le Peutrec Philip Robertson |
| Yacht Club de France             | Energy Team                     | Loïck Peyron Yann Guichard                                        |
| Aleph Yacht Club                 | Aleph-Équipe de France (retiré) | Bertrand Pacé Pierre Pennec                                       |
| Real Club Náutico de Valencia    | Green Comm Racing (es) (retiré) | Vasilij Žbogar                                                    |
| Circolo della Vela Sicilia       | Luna Rossa Piranha              | Chris Draper                                                      |
| Circolo della Vela Sicilia       | Luna Rossa Swordfish            | Paul Campbell-James                                               |
| Royal Cornwall Yacht Club        | Ben Ainslie Racing              | Ben Ainslie                                                       |

## 2011-13 World Series
Dix évènements se déroulent au Portugal, au Royaume-Uni, en Italie et aux États-Unis entre août 2011 et mai 2013.
| événements Équipes        | 2011-2012 AC45 World Series | 2011-2012 AC45 World Series | 2011-2012 AC45 World Series   | 2011-2012 AC45 World Series   | 2011-2012 AC45 World Series   | 2011-2012 AC45 World Series   | 2011-2012 AC45 World Series | 2011-2012 AC45 World Series | 2011-2012 AC45 World Series | 2011-2012 AC45 World Series | 2011-2012 AC45 World Series      | 2011-2012 AC45 World Series      | Classement   | Classement       | Classement |
| ------------------------- | --------------------------- | --------------------------- | ----------------------------- | ----------------------------- | ----------------------------- | ----------------------------- | --------------------------- | --------------------------- | --------------------------- | --------------------------- | -------------------------------- | -------------------------------- | ------------ | ---------------- | ---------- |
| événements Équipes        | Cascais 6-14 août 2011      | Cascais 6-14 août 2011      | Plymouth 10-18 septembre 2011 | Plymouth 10-18 septembre 2011 | San Diego 12-20 novembre 2011 | San Diego 12-20 novembre 2011 | Naples 11-15 avril 2012     | Naples 11-15 avril 2012     | Venise 15-20 mai 2012       | Venise 15-20 mai 2012       | Newport 26 juin-1er juillet 2012 | Newport 26 juin-1er juillet 2012 | Classement   | Classement       | Classement |
| événements Équipes        | match racing                | course en flotte            | match racing                  | course en flotte              | match racing                  | course en flotte              | match racing                | course en flotte            | match racing                | course en flotte            | match racing                     | course en flotte                 | match racing | course en flotte | total      |
| Oracle Racing 4           | 10                          | 8                           | 6                             | 10                            | 10                            | 10                            | 4                           | 9                           | 8                           | 9                           | 9                                | 9                                | 47           | 55               | 102        |
| Emirates Team New Zealand | 9                           | 10                          | 10                            | 9                             | 8                             | 9                             | 3                           | 8                           | 6                           | 8                           | 5                                | 8                                | 41           | 52               | 93         |
| Artemis Racing            | 8                           | 9                           | 8                             | 3                             | 7                             | 5                             | 10                          | 4                           | 10                          | 7                           | 7                                | 4                                | 50           | 32               | 82         |
| Energy Team               | 5                           | 3                           | 5                             | 5                             | 9                             | 8                             | 6                           | 7                           | 7                           | 10                          | 6                                | 3                                | 38           | 36               | 74         |
| Oracle Racing 5           | 6                           | 7                           | 7                             | 8                             | 5                             | 3                             | 8                           | 3                           | 3                           | 3                           | 10                               | 5                                | 39           | 29               | 68         |
| Team Korea                | 7                           | 4                           | 9                             | 6                             | 4                             | 6                             | 5                           | 6                           | 5                           | 4                           | 3                                | 7                                | 33           | 33               | 66         |
| Luna Rossa Piranha        | -                           | -                           | -                             | -                             | -                             | -                             | 9                           | 10                          | 9                           | 6                           | 8                                | 10                               | 26           | 26               | 52         |
| Luna Rossa Swordfish      | -                           | -                           | -                             | -                             | -                             | -                             | 7                           | 5                           | 4                           | 5                           | 4                                | 6                                | 15           | 16               | 31         |
| Aleph-Équipe de France    | 3                           | 5                           | 3                             | 7                             | 6                             | 7                             | -                           | -                           | -                           | -                           | -                                | -                                | 12           | 19               | 31         |
| China Team                | 3                           | 3                           | 3                             | 4                             | 3                             | 4                             | 3                           | 3                           | 3                           | 2                           | -                                | -                                | 15           | 16               | 31         |
| Green Comm Racing (es)    | 4                           | 6                           | 4                             | 3                             | 3                             | 3                             | -                           | -                           | -                           | -                           | -                                | -                                | 11           | 12               | 23         |

| événements Équipes        | 2012-2013 AC45 World Series   | 2012-2013 AC45 World Series   | 2012-2013 AC45 World Series    | 2012-2013 AC45 World Series    | 2012-2013 AC45 World Series | 2012-2013 AC45 World Series | 2012-2013 AC45 World Series | 2012-2013 AC45 World Series | Classement   | Classement       | Classement |
| ------------------------- | ----------------------------- | ----------------------------- | ------------------------------ | ------------------------------ | --------------------------- | --------------------------- | --------------------------- | --------------------------- | ------------ | ---------------- | ---------- |
| événements Équipes        | San Francisco 21-26 août 2012 | San Francisco 21-26 août 2012 | San Francisco 4-7 octobre 2012 | San Francisco 4-7 octobre 2012 | Venise 16-21 avril 2013     | Venise 16-21 avril 2013     | Naples 14-19 mai 2013       | Naples 14-19 mai 2013       | Classement   | Classement       | Classement |
| événements Équipes        | match racing                  | course en flotte              | match racing                   | course en flotte               | match racing                | course en flotte            | match racing                | course en flotte            | match racing | course en flotte | total      |
| Oracle Racing 4           | 9                             | 86                            | 10                             | 79                             |                             |                             |                             |                             | 19           | 165              |            |
| Luna Rossa Piranha        | 5                             | 85                            | 1                              | 36                             |                             |                             |                             |                             | 6            | 121              |            |
| Artemis Racing            | 8                             | 48                            | 8                              | 72                             |                             |                             |                             |                             | 16           | 120              |            |
| Ben Ainslie Racing        | 3                             | 37                            | 4                              | 79                             |                             |                             |                             |                             | 7            | 116              |            |
| Team Korea                | 2                             | 65                            | 3                              | 40                             |                             |                             |                             |                             | 5            | 105              |            |
| Energy Team               | 6                             | 55                            | 5                              | 47                             |                             |                             |                             |                             | 11           | 102              |            |
| Emirates Team New Zealand | 7                             | 43                            | 9                              | 57                             |                             |                             |                             |                             | 16           | 100              |            |
| Oracle Racing 5           | 10                            | 42                            | 6                              | 56                             |                             |                             |                             |                             | 16           | 98               |            |
| Artemis Racing Red        | 1                             | 38                            | 7                              | 52                             |                             |                             |                             |                             | 8            | 90               |            |
| Luna Rossa Swordfish      | 4                             | 51                            | 1                              | 20                             |                             |                             |                             |                             | 5            | 71               |            |
| China Team                | 1                             | 15                            | 2                              | 28                             |                             |                             |                             |                             | 3            | 43               |            |